# Milà-Sanremo 1950
La Milà-Sanremo 1950 fou la 41a edició de la Milà-Sanremo. La cursa es disputà el 18 de març de 1950 i va ser guanyada per l'italià Gino Bartali, que s'imposà a l'esprint en la meta de Sanremo i d'aquesta manera aconseguia la seva quarta i darrera victòria en aquesta cursa.
210 ciclistes hi van prendre part, acabant la cursa 123 d'ells.

## Classificació final
|   | Ciclista            | Equip              | Temps      |
| - | ------------------- | ------------------ | ---------- |
| 1 | Gino Bartali        | Bartali-Gardiol    | 7h 18' 52" |
| 2 | Nedo Logli          | Ganna-Ursus        | m. t.      |
| 3 | Oreste Conte        | Bianchi-Ursus      | m. t.      |
| 4 | Fiorenzo Magni      | Wilier-Triestina   | m. t.      |
| 5 | Louis Caput         | Olympia            | m. t.      |
| 6 | Alfredo Pasotti     | Stucchi            | m. t.      |
| 7 | Rik van Steenbergen | Mercier-Hutchinson | m. t.      |
| 8 | Aldo Tosi           | Benotto            | m. t.      |
| 9 | 42 ciclistes        | -                  | m. t.      |